# Jean Davignon
Pour les articles homonymes, voir Davignon.
 (juillet 2025).
Si vous disposez d'ouvrages ou d'articles de référence ou si vous connaissez des sites web de qualité traitant du thème abordé ici, merci de compléter l'article en donnant les références utiles à sa vérifiabilité et en les liant à la section « Notes et références ».
Jean Davignon était un chercheur en médecine québécois né le 29 juillet 1935 à Montréal.

## Biographie
Il a obtenu son doctorat en médecine de l'Université de Montréal en 1958 ainsi qu'une maîtrise ès sciences à l'Université McGill en 1960.
Il est connu pour ses travaux de recherche sur l'hyperlipidémie et l'athérosclérose. Il dirige le groupe de recherche sur l'hyperlipidémie et l'athérosclérose de l'Institut de recherches cliniques de Montréal. Il est professeur de médecine à l'Université de Montréal et professeur adjoint au département de médecine expérimentale de l'Université McGill. Il est cofondateur de la Société canadienne d'athérosclérose et de l'Association canadienne d'hyperlipidémie familiale.
Il est mort le 15 août 2021.

## Prix et distinctions
- 1963 - Fellow du Collège royal des médecins et chirurgiens du Canada
- 1968 - Fellow, American College of Physicians
- 1987 - Scientifique de l'année par la Société Radio-Canada
- 1992 - Doctorat honoris causa de l'Université Toulouse III
- 1994 - Grande Médaille d'or du centenaire de l'Institut Pasteur de Lille
- 1995 -  Officier de l'Ordre du Canada[2]
- 1995 - Membre de la Société royale du Canada
- 1996 - Prix de l'œuvre scientifique (AMLFC)
- 2000 - Prix Wilder-Penfield
- 2001 - Prix Michel-Sarrazin
- 2006 -  Grand officier de l'Ordre national du Québec[3]
- 2017 - Officier de l'Ordre de Montréal[4]